# Jonas Warrer
Jonas Warrer (ur. 22 marca 1979) – duński żeglarz sportowy, mistrz olimpijski.
Złoty medalista igrzysk olimpijskich w 2008 roku w klasie 49er, razem z Martinem Kirketerpem.